# Cypripedium montanum
Cypripedium montanum é uma espécie de orquídea terrestre, família Orchidaceae, que habita do Alasca à California.